# Дубасово (Вадінський район)
Дуба́сово (рос. Дубасово) — село у складі Вадінського району Пензенської області, Росія.
Населення — 45 осіб (2010; 100 у 2002).
Національний склад станом на 2002 рік:
- росіяни — 100 %